# Карталон (очільник кінноти)
Карталон  (пун. 𐤒𐤓‬𐤕‬𐤇‬𐤋‬𐤑; д/н —бл. 209 до н. е.) — військовий діяч, дипломат Карфагену часів Другої Пунічної війни.

## Життєпис
Походження є дискусійним, але висувається слушна гіпотеза, що він міг бути сином чи онуком Карталона, одного з очільників карфагенян в Першій Пунічній війні.
Перша згадка відноситься до 216 року до н. е. На той час разом з Ганноном, сина Бомількара, очолював нумідійську кінноту у війську Ганнібала. Відзначився у битві при Каннах. За цим за наказом Ганнібала рушив до Риму, щоби почати мирні перемовини. Але диктатор Марк Юній Пера наказав карфагенському посланцю негайно залишити межі міста, відмовившись навіть починати перемовини.
У 212 році до н. е. відправлений Ганнібалом до Риму задля укладання перемир'я. Втім римляни зрозуміли, що карфагенський очільник має на меті затягнути час, щоб допомогти Капуї, яку взяли в облогу. Тому перемовини не мали результату.
За цим Карталона було призначено головою залоги Таренту, який було зайнято 212 року до н. е. Зміг тривалий час зберігати владу в місті. Втім 209 року до н. е. завдяки блискавичному маневру римляни на чолі з Квінтом Фабієм Максимом увійшли до околиць Таренту. Розуміючи неможливість продовжувати опір Карталон почав перемовини з Фабієм про капітуляцію. Довідавшись про це тарентійці вбили Карталона.

## Родина
Можливо його нащадком був Карталон Боетарх.